# Metafraza
Metafraza je izraz, ki se nanaša na dobesedni prevod. V vsakdanji rabi metafraza pomeni dobesednost; vendar termin označuje tudi prevod poezije v prozo. Za razliko od parafraze, ki se običajno uporablja v literarni teoriji, se izraz metafraza uporablja le v prevodoslovju.
Metafraza je po Johnu Drydenu eden izmed treh načinov prevajanja, skupaj s parafrazo in imitacijo. Dryden meni, da je parafraza boljša od metafraze (kot dobesednega prevoda) in posnemanja (imitacije).
Izraz je prvič uporabil Filon Aleksandrijski (20 pr. n. št.) v delu De vita Mosis. Kvintilijan v pedagoški praksi posnemanja in predelave klasičnih besedil razlikuje med metafrazo in parafrazo; poudarja, da metafraza spremeni besedo, parafraza pa frazo. Njegovem mišljenju sledijo tudi renesančni učenjaki.